# Olympische Winterspiele 1948/Teilnehmer (Österreich)
| Gelbes Symbol für Goldmedaillen mit stilisierten Olympischen Ringen | Graues Symbol für Silbermedaillen mit stilisierten Olympischen Ringen | Braundes Symbol für Bronzemedaillen mit stilisierten Olympischen Ringen |
| ------------------------------------------------------------------- | --------------------------------------------------------------------- | ----------------------------------------------------------------------- |
| 1                                                                   | 3                                                                     | 4                                                                       |

Österreich nahm an den V. Olympischen Winterspielen 1948 in St. Moritz mit einer Delegation von 53 Athleten, davon zwölf Frauen, teil.

## Medaillen

### Medaillenspiegel
| Rang   | Sportart     | Gold | Silber | Bronze | Gesamt |
| ------ | ------------ | ---- | ------ | ------ | ------ |
| 1      | Ski Alpin    | 1    | 2      | 3      | 60     |
| 2      | Eiskunstlauf | —    | 1      | 1      | 2      |
| Gesamt | Gesamt       | 1    | 3      | 4      | 8      |

### Medaillengewinner
| Name/n          | Sportart     | Wettkampf          |
| --------------- | ------------ | ------------------ |
| Gold            |              |                    |
| Trude Beiser    | Ski Alpin    | Alpine Kombination |
| Silber          |              |                    |
| Eva Pawlik      | Eiskunstlauf | Einzel             |
| Trude Beiser    | Ski Alpin    | Abfahrt            |
| Franz Gabl      | Ski Alpin    | Abfahrt            |
| Bronze          |              |                    |
| Eduard Rada     | Eiskunstlauf | Einzel             |
| Erika Mahringer | Ski Alpin    | Alpine Kombination |
| Erika Mahringer | Ski Alpin    | Slalom             |
| Resi Hammerer   | Ski Alpin    | Abfahrt            |

## Teilnehmer nach Sportarten

### Eishockey
| Athleten |                              |
| - Franz Csöngei - Friedrich Demmer - Egon Engel - Walter Feistritzer - Gustav Gross - Alfred Huber - Julius Juhn - Oskar Nowak - Hansjörg Reichl - Hans Schneider - Willibald Stanek - Herbert Ulrich - Fritz Walter - Helfried Winger - Rudolf Wurmbrandt |                              |
| Finalrunde | Polen (5:7)                  |
| Finalrunde | Vereinigtes Königreich (4:5) |
| Finalrunde | Schweiz (2:11)               |
| Finalrunde | Schweden (1:7)               |
| Finalrunde | Tschechoslowakei (3:17)      |
| Finalrunde | Italien (16:5)               |
| Finalrunde | USA (13:2)                   |
| Finalrunde | Kanada (12:0)                |
| Rang | 7                            |

### Eiskunstlauf
| Athleten                           | Wettbewerbe | Pflicht | Kür | Platzziffer | Gesamt  | Gesamt |
| Athleten                           | Wettbewerbe | Pflicht | Kür | Platzziffer | Punkte  | Rang   |
| ---------------------------------- | ----------- | ------- | --- | ----------- | ------- | ------ |
| Helmut Seibt                       | Herren      | 8       | 12  | 79          | 162,655 | 9      |
| Eduard Rada                        | Herren      | 3       | 4   | 33          | 178,133 | Bronze |
| Hellmut May                        | Herren      | 7       | 7   | 68          | 165,666 | 8      |
| Hildegard Appeltauer               | Damen       | 18      | 20  | 155         | 139,300 | 18     |
| Martha Bachem                      | Damen       | 14      | 7   | 103         | 144,456 | 9      |
| Eva Pawlik                         | Damen       | 3       | 2   | 24          | 157,588 | Silber |
| Ingeborg Solar                     | Damen       | 23      | 9   | 186         | 135,444 | 20     |
| Emil Ratzenhofer Herta Ratzenhofer | Paarlauf    | -       | -   | 111,5       | 9,436   | 9      |
| Helmut Seibt Susanne Giebisch      | Paarlauf    | -       | -   | 117,5       | 9,117   | 11     |

### Eisschnelllauf
| Athleten          | Wettbewerbe | Zeit        | Rang |
| ----------------- | ----------- | ----------- | ---- |
| Max Stiepl        | 1500 m      | 2:31,2 min  | 38   |
| Max Stiepl        | 5000 m      | 9:05,0 min  | 24   |
| Max Stiepl        | 10.000 m    | 19:25,5 min | 10   |
| Gustav Slanec     | 500 m       | 47,4 s      | 37   |
| Gustav Slanec     | 1500 m      | 2:31,9 min  | 40   |
| Ferdinand Preindl | 500 m       | 48,7 s      | 41   |
| Ferdinand Preindl | 1500 m      | 2:38,6 min  | 44   |

### Skeleton
| Athlet             | Lauf 1    | Lauf 1    | Lauf 2    | Lauf 2    | Lauf 3    | Lauf 3    | Lauf 4 | Lauf 4 | Lauf 5 | Lauf 5 | Lauf 6 | Lauf 6 | Gesamt | Gesamt |
| Athlet             | Zeit      | Rang      | Zeit      | Rang      | Zeit      | Rang      | Zeit   | Rang   | Zeit   | Rang   | Zeit   | Rang   | Zeit   | Rang   |
| ------------------ | --------- | --------- | --------- | --------- | --------- | --------- | ------ | ------ | ------ | ------ | ------ | ------ | ------ | ------ |
| Hugo Artur Kuranda | Unbekannt | Unbekannt | Unbekannt | Unbekannt | Unbekannt | Unbekannt | DNS    | DNS    | DNS    | DNS    | DNS    | DNS    | -      | -      |

### Ski Alpin
| Athleten                | Wettbewerbe | 1. Lauf    | 2. Lauf    | Gesamt        | Gesamt |
| Athleten                | Wettbewerbe | 1. Lauf    | 2. Lauf    | Zeit / Punkte | Rang   |
| ----------------------- | ----------- | ---------- | ---------- | ------------- | ------ |
| Frauen                  |             |            |            |               |        |
| Resi Hammerer           | Abfahrt     | -          | -          | 2:30,2 min    | Bronze |
| Resi Hammerer           | Slalom      | 1:04,4 min | 1:04,2 min | 2:08,6 min    | 7      |
| Resi Hammerer           | Kombination | 2:30,2 min | 2:19,8 min | 11,87         | 12     |
| Trude Beiser            | Abfahrt     | -          | -          | 2:29,1 min    | Silber |
| Trude Beiser            | Kombination | 2:29,1 min | 2:10,5 min | 6,58          | Gold   |
| Erika Mahringer         | Abfahrt     | -          | -          | 2:39,3 min    | 19     |
| Erika Mahringer         | Slalom      | 59,8 s     | 58,2 s     | 1:58,0 min    | Bronze |
| Erika Mahringer         | Kombination | 2:39,3 min | 1:58,1 min | 7,04          | Bronze |
| Sophie Nogler           | Abfahrt     | -          | -          | 2:47,0 min    | 26     |
| Anneliese Schuh-Proxauf | Abfahrt     | -          | -          | 2:39,0 min    | 17     |
| Anneliese Schuh-Proxauf | Slalom      | 1:06,9 min | 59,8 s     | 2:08,6 min    | 6      |
| Anneliese Schuh-Proxauf | Kombination | 2:39,0 min | 2:04,3 min | 9,76          | 7      |
| Annelore Zückert        | Abfahrt     | -          | -          | 2:38,4 min    | 16     |
| Annelore Zückert        | Slalom      | DSQ        | DSQ        | DSQ           | DSQ    |
| Männer                  |             |            |            |               |        |
| Franz Gabl              | Abfahrt     | -          | -          | 2:59,1 min    | Silber |
| Engelbert Haider        | Abfahrt     | -          | -          | 3:08,2 min    | 14     |
| Engelbert Haider        | Slalom      | 1:13,3 min | 1:09,5 min | 2:22,8 min    | 17     |
| Engelbert Haider        | Kombination | 3:08,2 min | 2:28,2 min | 13,26         | 13     |
| Hans Hinterholzer       | Slalom      | DNF        | DNF        | DNF           | DNF    |
| Eberhard Kneissl        | Abfahrt     | -          | -          | 3:08,3 min    | 15     |
| Eberhard Kneissl        | Kombination | 3:08,3 min | 2:25,9 min | 12,36         | 11     |
| Edi Mall                | Abfahrt     | -          | -          | 3:03,9 min    | 19     |
| Edi Mall                | Slalom      | 1:12,2 min | 1:06,1 min | 2:18,3 min    | 12     |
| Edi Mall                | Kombination | 3:09,3 min | 2:16,0 min | 8,54          | 4      |
| Hans Nogler             | Abfahrt     | -          | -          | 3:03,2 min    | 9      |
| Hans Nogler             | Kombination | 3:03,2 min | 2:27,0 min | 9,96          | 8      |
| Christian Pravda        | Slalom      | DSQ        | DSQ        | DSQ           | DSQ    |
| Egon Schöpf             | Abfahrt     | -          | -          | 3:01,2 min    | 4      |
| Egon Schöpf             | Slalom      | 1:11,1 min | 1:03,2 min | 2:14,2 min    | 6      |

### Ski Nordisch

#### Skilanglauf
| Athleten                                                              | Wettbewerbe       | Zeit      | Rang |
| --------------------------------------------------------------------- | ----------------- | --------- | ---- |
| Josef Gstrein                                                         | 18 km             | 1:25:04 h | 36   |
| Josef Gstrein                                                         | 50 km             | 4;12:13 h | 12   |
| Josef Deutschmann                                                     | 18 km             | 1:27:43 h | 46   |
| Hubert Hammerschmidt                                                  | 18 km             | 1:32:47 h | 68   |
| Paul Haslwanter                                                       | 18 km             | 1:31:00 h | 61   |
| Engelbert Hundertpfund                                                | 18 km             | 1:25:41 h | 39   |
| Karl Martitsch                                                        | 18 km             | 1:31:19 h | 64   |
| Hias Noichl                                                           | 18 km             | 1:27:34 h | 45   |
| Karl Rafreider                                                        | 18 km             | 1:23:19 h | 28   |
| Josef Gstrein Josef Deutschmann Engelbert Hundertpfund Karl Rafreider | 4 × 10 km Staffel | 2:47,18 h | 4    |

#### Skispringen
| Athleten             | 1. Durchgang | 2. Durchgang | Gesamt | Gesamt |
| Athleten             | Weite        | Weite        | Punkte | Rang   |
| -------------------- | ------------ | ------------ | ------ | ------ |
| Helmut Hadwiger      | 51,0         | 56,5         | 181,4  | 35     |
| Hubert Hammerschmidt | 61,0         | 63,0         | 199,8  | 19     |
| Gregor Höll          | 60,0         | 62,5         | 195,8  | 24     |
| Anton Wieser         | 59,0         | 61,5         | 192,1  | 28     |

#### Nordische Kombination
| Athleten             | Skilanglauf | Skispringen | Punkte | Rang |
| Athleten             | Punkte      | Punkte      | Punkte | Rang |
| -------------------- | ----------- | ----------- | ------ | ---- |
| Josef Gstrein        | 193,5       | 188,2       | 381,7  | 16   |
| Hubert Hammerschmidt | 154,5       | 202,4       | 356,9  | 23   |
| Karl Martitsch       | 162,0       | 198,2       | 360,2  | 21   |